# Кормань
Ко́рмань — село у Сокирянській міській громаді Дністровського району Чернівецької області України.

## Географія
Розташоване на правому березі Дністра за 40 км на північний захід від центру громади.

## Історія
Вперше воно згадується у документах XVIII ст.
За даними на 1859 рік у власницькому селі Хотинського повіту Бессарабської губернії мешкало 937 осіб (459 чоловічої статі та 468 — жіночої), налічувалось 158 дворових господарств, існували православна церква, поромна переправа та пристань.
Станом на 1886 рік у власницькому селі Романкоуцької волості, мешкало 1063 особи, налічувалось 212 дворових господарств, існувала православна церква.

## Сучасний стан

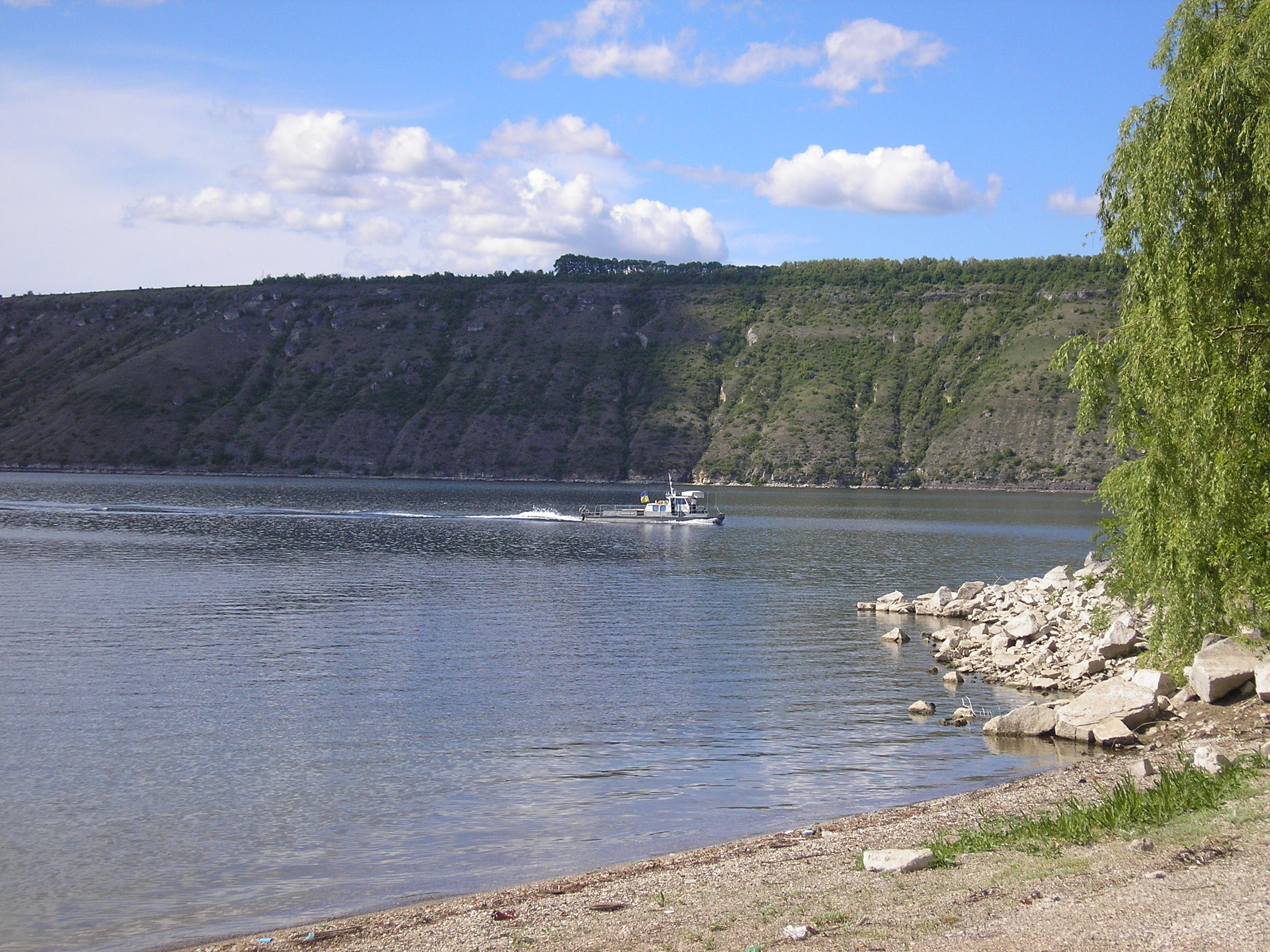
Берег Дністра

1980 року старе розташування села потрапило у зону затоплення Дністровської ГЕС. Мешканців було відселено в будинки, побудовані на рівному узвишші в оточенні лісу.
Внизу новозбудованого Корманя розкинулась риболовецька база з водоймищем, площею в декілька кілометрів, багата на різні види риб: сом, судак, короп, карась, плотицю, лящ, окунь та інших. Тут, як і на інших водоймах Кулішівки, Непоротова, Ломачинців, Новодністровська, можна не лише порибалити, але і відпочити, переночувати у пристосованих будиночках або встановити намет на околиці віковічного лісу, де ростуть гриби, малина, суниці, черешні та горіхи, і де можна вгамувати спрагу цілющою водою.

## Історичні пам'ятки
Неподалік від Корманя, над яром, що тягнеться до Дністра, видніється село Кулішівка, а поруч — Вітрянка. На території цих сіл виявлені рештки поселень трипільської та черняхівської культур, городищ і селищ часів Київської Русі.

## Корманські стоянки епохи пізнього палеоліту
Залишки житла, кам'яні знаряддя, кістки тварин.